# Дивосил-зілля (пам'ятка природи)
Дивосил-зілля — ботанічна пам'ятка природи місцевого значення. Об'єкт розташований на території Новомиргородського району Кіровоградської області, с. Бирзулове.
Площа — 1 га, статус отриманий у 1995 році.